# Episodi di Regular Show (corti)
I corti di Regular Show sono stati trasmessi negli Stati Uniti d'America il primo nei cinema americani prima della proiezione del film Rio (a partire dal 15 aprile 2011), mentre dal secondo in poi via Internet (tramite il canale ufficiale YouTube di Cartoon Network) a partire dal 6 luglio 2015, mentre in Italia solo il 2°, il 3°, il 4° e il 5° corto sono stati trasmessi, precisamente il 16 novembre 2015 su Cartoon Network, mentre gli altri 11 sono tuttora inediti.
| nº | Titolo originale                    | Titolo italiano | Prima TV USA      | Prima TV Italia  |
| -- | ----------------------------------- | --------------- | ----------------- | ---------------- |
| 1  | Ringtone                            |                 | 15 aprile 2011    | inedito          |
| 2  | USA! USA!                           | Giro del mondo  | 6 luglio 2015     | 16 novembre 2015 |
| 3  | Fun Run                             | Una corsetta    | 1º settembre 2015 | 16 novembre 2015 |
| 4  | OOOHH!!!                            | OOOHH!!!        | 1º ottobre 2015   | 16 novembre 2015 |
| 5  | Break Time                          | Ora del break   | 8 ottobre 2015    | 16 novembre 2015 |
| 6  | Ninja Shoes                         |                 | 26 marzo 2016     | inedito          |
| 7  | Coming Soon                         |                 | 2 aprile 2016     | inedito          |
| 8  | Sick Day                            |                 | 9 aprile 2016     | inedito          |
| 9  | Pizza Pouch Drop                    |                 | 16 aprile 2016    | inedito          |
| 10 | 1973 Tetherball Championship Trophy |                 | 23 aprile 2016    | inedito          |
| 11 | 2001: A Nap Odissey                 |                 | 23 settembre 2016 | inedito          |
| 12 | Time Loop                           |                 | 19 dicembre 2016  | inedito          |
| 13 | Synth Buttons                       |                 | 23 dicembre 2016  | inedito          |
| 14 | Robot Rap Battle                    |                 | 26 dicembre 2016  | inedito          |
| 15 | Space Worm                          |                 | 2 gennaio 2017    | inedito          |

## Ringtone
Mordecai e Rigby vorrebbero scrivere una canzone di successo, ma gli altri dipendenti del parco pensano che i due non potranno mai farlo. Così, dopo aver ricevuto un no anche da un'azienda discografica, i due si cimenterano sulla suoneria (creando come ritornello Ra-ha Ringtone, pick up the phone!).

## Giro del mondo
Benson pensa che Mordecai e Rigby siano inconsapevoli del fatto che esistano altri paesi oltre agli Stati Uniti d'America. Mordecai e Rigby, per farsi ricredere, cantano una canzone che nomina alcuni dei Paesi della Terra e alcuni loro simboli e qualità.

## Una corsetta
Pops, affascinato dall'idea, inizia a fare una corsetta solamente per divertirsi (in inglese Fun Run). Egli correrà per giorno e notte, aiutato da alcuni suoi seguaci, passanti e animali. In questo corto c'è anche una colonna sonora che accompagna Pops nella sua corsa, I Ran (So Far Away), cantata dai dipendenti del parco.

## OOOHH!!!
Mordecai e Rigby, dopo aver fatto un canestro su una golf cart senza guidatore, iniziano ad urlare "OOOHH!!!" per tutto il mondo, passando anche per il loro funerale.

## Ora del break
Mordecai, Rigby, Muscle Man e Batti Cinque stanno costruendo un giardino a forma di faccia del sig. Maellard ma in condizioni disumane. Così i quattro chiedono a Benson un break, ma egli gli risponde facendo un ballo di breakdance. Verrà poi rivelato che dentro Benson c'era l'anima del Dio della breakdance, il quale gli rivela che l'unico modo per farsi rispettare dai suoi impiegati è diventare un fenomeno della breakdance.

## Ninja Shoes
Benson vuole che Mordecai e Rigby puliscano la loro stanza prima di uscire, ma loro, per non farsi vedere, si travestiranno e si muoveranno come dei ninja, venendo però smascherati da Benson appena i due sembreranno averla fatta franca.

## Coming Soon
Mordecai e Rigby comprano un pacco contenente un modulatore vocale, il quale fa sembrare le loro voci "quelle di un doppiatore del trailer di un film". I due quindi faranno spaventare gli altri dipendenti del parco, venendo però puniti dal doppiatore a cui è stata registrata la voce, ovvero un microfono.

## Sick Day
Mordecai e Rigby si fingono malati per poter provare il loro scivolo d'acqua, a cui essi ci stavano lavorando da ben 3 settimane. Benson però, sapendo che i due si sarebbero finti malati, aveva modificato lo scivolo la sera prima, facendo vivere ai due svariate avventure.

## Pizza Pouch Drop
Mordecai e Rigby, per cucinare dei fagottini con pomodoro e mozzarella (pizza pouches in inglese) alla perfezione, rischiano la vita buttandosi da un aereo con il microonde ancora acceso per fare rotolare i due surgelati alla perfezione.

## 1973 Tetherball Championship Trophy
Benson chiede a Mordecai e Rigby di pulire l'attico della casa. Lì trovano molte cose antiche, tra cui un trofeo del campionato di tetherball del 1973. Per decidere chi dei due dovrà tenerlo, loro organizzano una partita del gioco, che finirà con la vittoria di Mordecai, che però deciderà di cedere il trofeo a Rigby essendo il trofeo il premio per il 2° classificato.

## 2001: A Nap Odissey
Mordecai e Rigby tolgono la gravità artificiale, la quale era stata sottoposta al parco prima della partenza di esso verso lo spazio, per fare dei giochi col cibo a gravità zero, ma Benson li scopre.

## Time Loop
Mordecai e Rigby tornano dal pianeta Elio e si ritrovano in un loop temporale di déjà vu.

## Synth Buttons
Rigby, annoiato a causa della durata del viaggio e dal non poter farci niente essendo la navicella in modalità pilota automatico, crea per sbaglio una canzone dai tasti di essa, scoprendo che può diventare un sintetizzatore.

## Robot Rap Battle
Mordecai e Rigby partecipano alla 10ª sfida annuale di battaglia rap dei robot, sfidandone uno. Quest'ultimo riesce a conquistare il pubblico cantando i numeri del codice binario. Quando anche Mordecai e Rigby ci provano finiscono nell'insultare la madre del robot.

## Space Worm
Mordecai e Rigby fanno un giro su un verme spaziale per un tour dell'Universo, ma se ne pentono, così cercano dapprima di cadere nel vuoto dell'Universo e poi di chiamare Skips, che alla fine li salverà.